# ایسوس
ایسوستِک کِمپیوتر اینکورپوریتِد (به انگلیسی: ASUSTeK Computer Incorporated) که معمولاً با نام‌های ایسوس یا اَسوس شناخته می‌شود، ابرشرکت توسعه‌دهندهٔ فناوری چندملیتی تایوانی است که در ۲ آوریل ۱۹۸۹ تأسیس شده و در حوزهٔ صنعت رایانه، صنعت الکترونیک، تجهیزات شبکه و تجهیزات مخابراتی فعالیت می‌کند. دفتر مرکزی ایسوس در تایپه، پایتخت تایوان قرار دارد. محصولات اصلی آن شامل مادربورد، مادربورد سِرور، رایانهٔ شخصی، سیستم سِرور، لپ‌تاپ، نمایشگر، کارت گرافیک، و دستگاه‌های اینترنت پهن‌باند می‌شود. از دیگر محصولات این شرکت می‌توان به تلفن همراه، رایانهٔ جیبی، درایوهای نوری، روتر ارتباط بی‌سیم، وبکم و تجهیزات شبکه اشاره کرد. اِیسوس‌تک برای دیگر فروشندگان قطعات رایانه‌ای چون اچ‌پی و آی‌بی‌ام نیز، خدمات تولیدی ارائه می‌دهد.
این شرکت توسط چهار مهندس کامپیوتر که پیش‌تر در شرکت رایانه‌ای ایسر فعالیت می‌کردند در تاریخ ۲ آوریل ۱۹۸۹ در تایوان تأسیس شد. اکنون این شرکت، به‌جز کشور مبدأ، محصولات خود را در سایر کشورهای ۵ قارهٔ جهان نیز توزیع می‌کند. نام آن از ۴ حرف آخر کلمه پگاسوس (اسب بالدار افسانه‌های یونان باستان) گرفته شده است. ایسوس، بزرگ‌ترین شرکت تولیدکنندهٔ مادربورد در جهان است و از ۲۶ نوامبر ۲۰۰۸ به مدت یک سال یعنی تا ۲۶ نوامبر ۲۰۰۹، در بیش از ۲۹ درصد رایانه‌های جهان و بیش از هر شرکت دیگری، از مادربوردهای این شرکت استفاده شده است. درآمد شرکت ایسوس در سال ۲۰۰۹ میلادی، ۲۱٫۹ میلیارد دلار آمریکا و سود آن حدود ۵۲۲ میلیون دلار آمریکا بوده است.
از محصولات موفق ایسوس می‌توان به نت‌بوک ئی‌ئی‌ئی پیسی اشاره کرد که در سال ۲۰۰۷ به بازار ارائه شده و جوایز متعددی را از آن خود کرده است. این نت‌بوک کوچک، ارزان و سبک‌وزن برای کاربران کم‌تجربهٔ رایانه که به تمام ابزارهای یک رایانهٔ کامل احتیاجی ندارند، طراحی شد و به‌خاطر برنامه‌های سازگار با اینترنت در آن، به «نِت‌بوک» شهرت یافت. با استقبال بازار از این محصول، دیگر شرکت‌های رقیب مانند ایسر، لنوو، توشیبا، دل و اچ‌پی نیز، بیدرنگ به ساخت نت‌بوک‌های مشابه پرداختند و شرکت ایسر در فروش این نوع محصول، از ایسوس پیشی گرفت.
و از دیگر محصولات موفق ایسوس، می‌توان به نکسوس ۷ نسل اول اشاره کرد.
در سال ۲۰۱۰، این شرکت یک خانوادهٔ جدید را با نام «ئی‌پَد» (EeePAD) به سبد تولیدی خود اضافه نمود. همچنین ایسوس، نخستین نوت‌بوک سه‌بعدی بدون نیاز به عینک را در نمایشگاه سبیت ۲۰۱۱ رونمایی کرد.

## تاریخچه شرکت

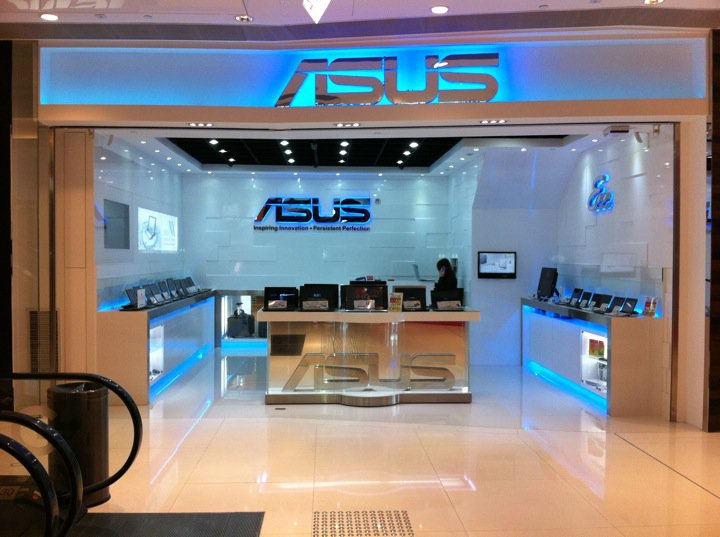
یک فروشگاه ایسوس در هنگ کنگ

شرکت ایسوس در سال ۱۹۸۹ تأسیس شد. این شرکت تایوانی است. ایدهٔ شرکتی که در نهایت به ایسوس تبدیل شد، با گفتگو در یک کافی‌شاپ در تایپه آغاز شد، جایی که چند مهندس جاه‌طلب رؤیای ایجاد یک «شرکت کوچک و زیبا» را به اشتراک گذاشتند. بنیانگذاران ایسوس مشغول کار در اولین دفتر تایپه در سال ۱۹۸۹ بودند. این شرکت توسط آقایان تد هسو، وین شه و تی.اچ. تانگ بنیان گذاشته شد.

## محصولات
محصولات ایسوس شامل لپ‌تاپ، تبلت، رایانه‌های رومیزی، تلفن‌های هوشمند، دستیارهای دیجیتال شخصی، سرورها، نمایشگر، مادربردها، کارت‌های گرافیک، کارت‌های صدا، سخت‌افزار شبکه، کیس‌های رایانه، قطعات الکترونیکی و سیستم‌های خنک‌کننده کامپیوتر است. 

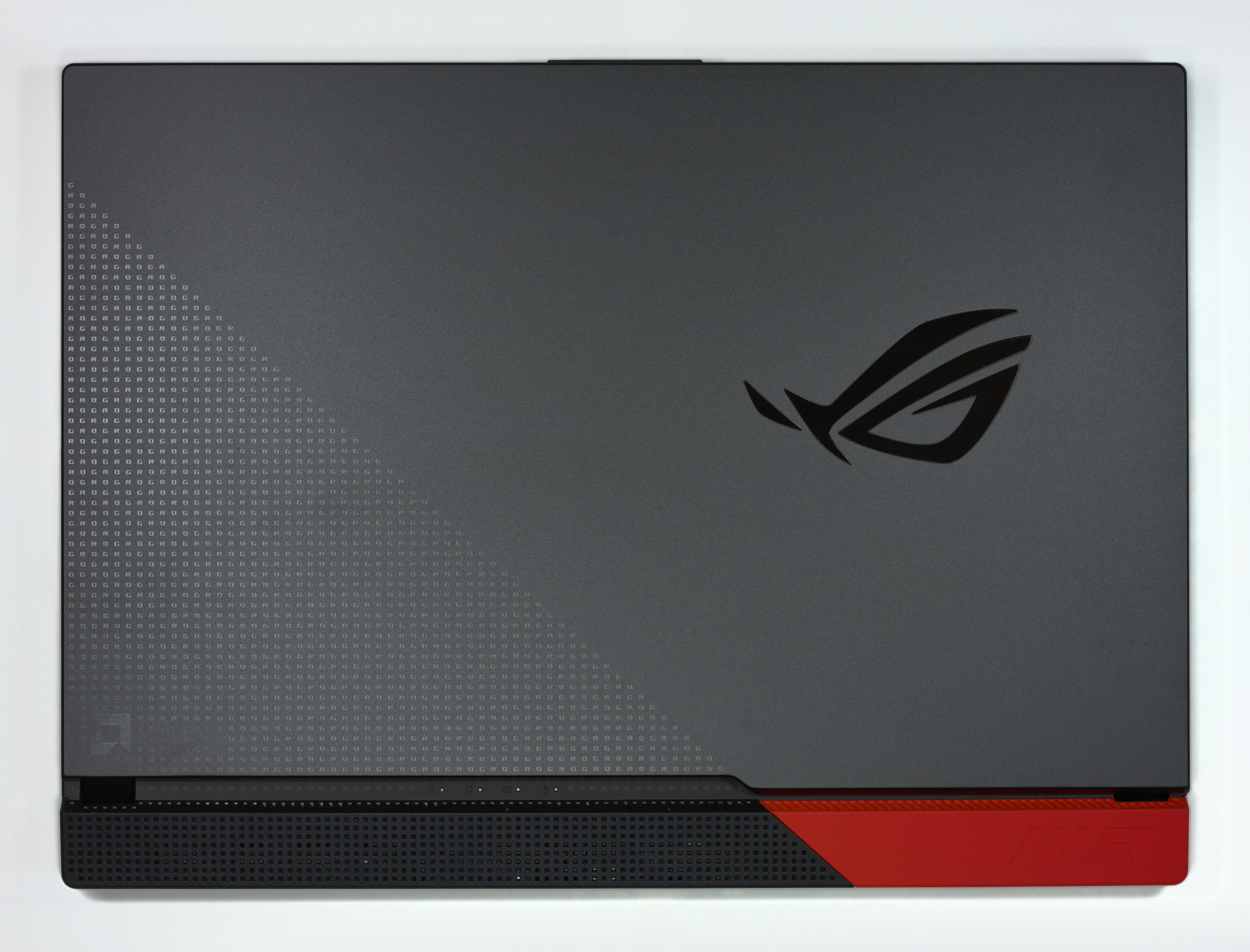
ASUS ROG Strix G15

### لپ تاپ
ایسوس هم‌اکنون نوتبوک‌ها و لپ‌تاپهای ویندوز خود را به عنوان سری ویوو بوک، سری گیمینگ ROG، سری TUF، سری زنبوک، سری ایسوس پرو به فروش می‌رساند. لپ تاپ‌های سری ROG از معروف‌ترین لپ‌تاپ‌های گیمینگ ایسوس هستند، به شکلی که این شرکت برای طرفداران بازی‌های کامپیوتری این سری را عرضه کرده است. سری ROG به معنای Republic Of Gamers یا جمهوری گیمرها است.

### گوشی هوشمند
ایسوس در حال حاضر یکی از تولیدکنندگان گوشی هوشمند مخصوص بازی است (گوشی موبایل گیمینگ) این گوشی‌های مخصوص بازی سری راگفون (ROG) ایسوس نام دارد.

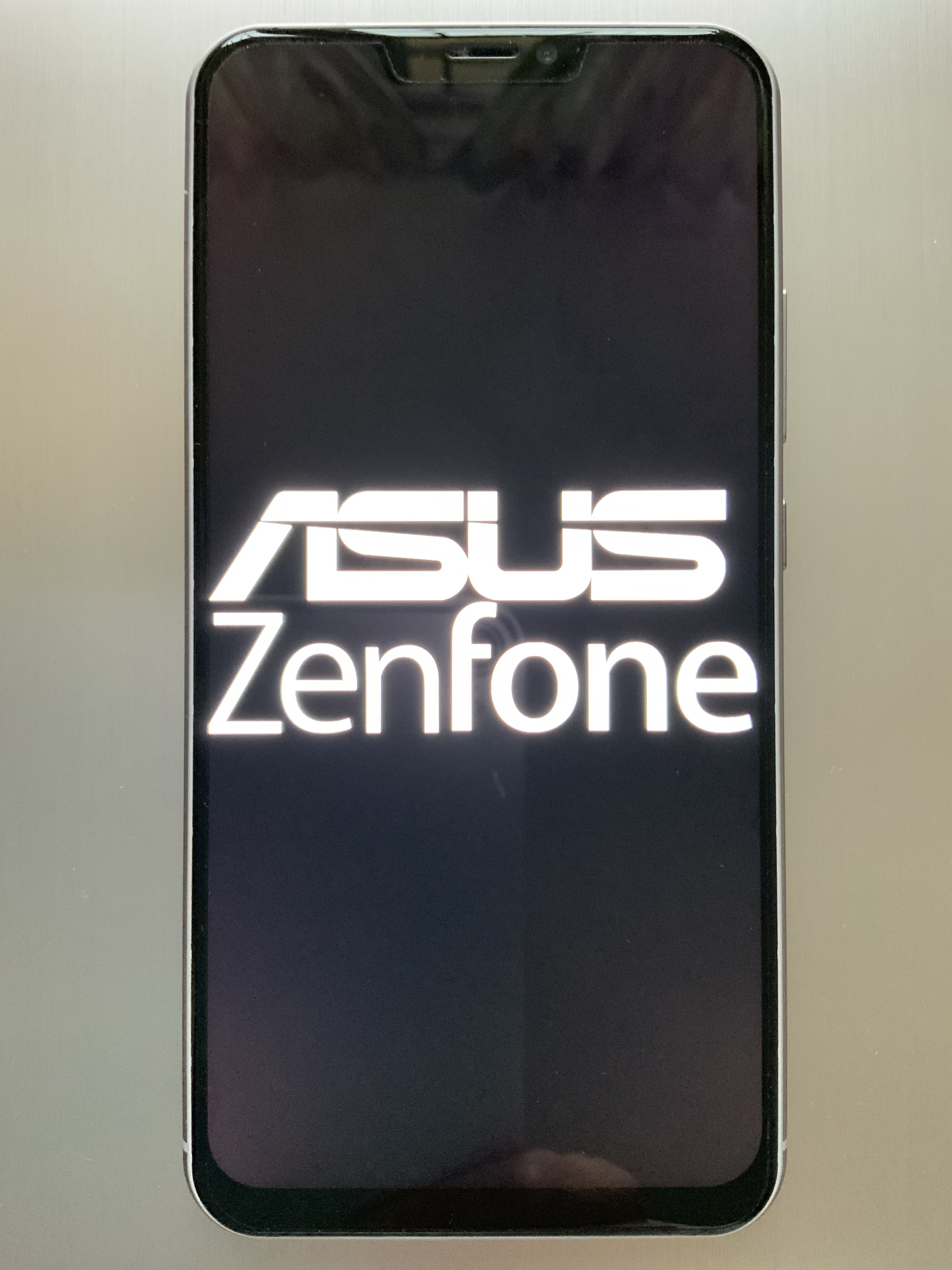
ایسوس زنفون
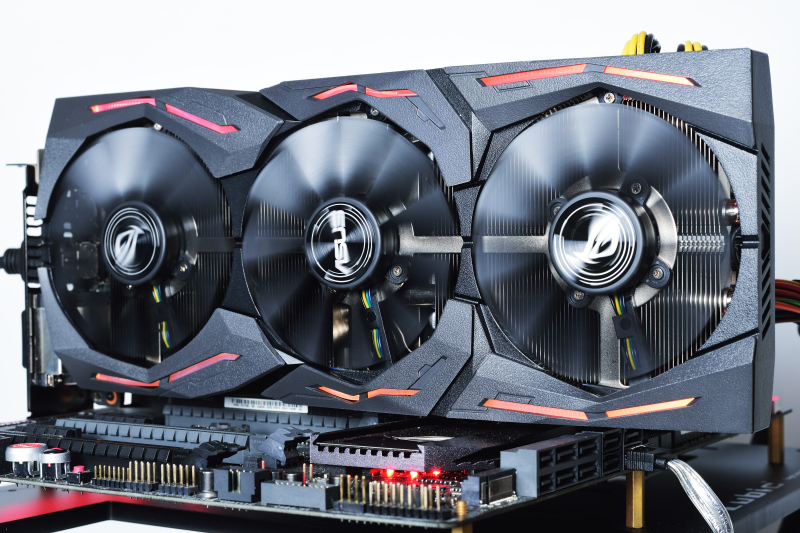
کارت گرافیک ایسوس Nvidia GeForce GTX 1080
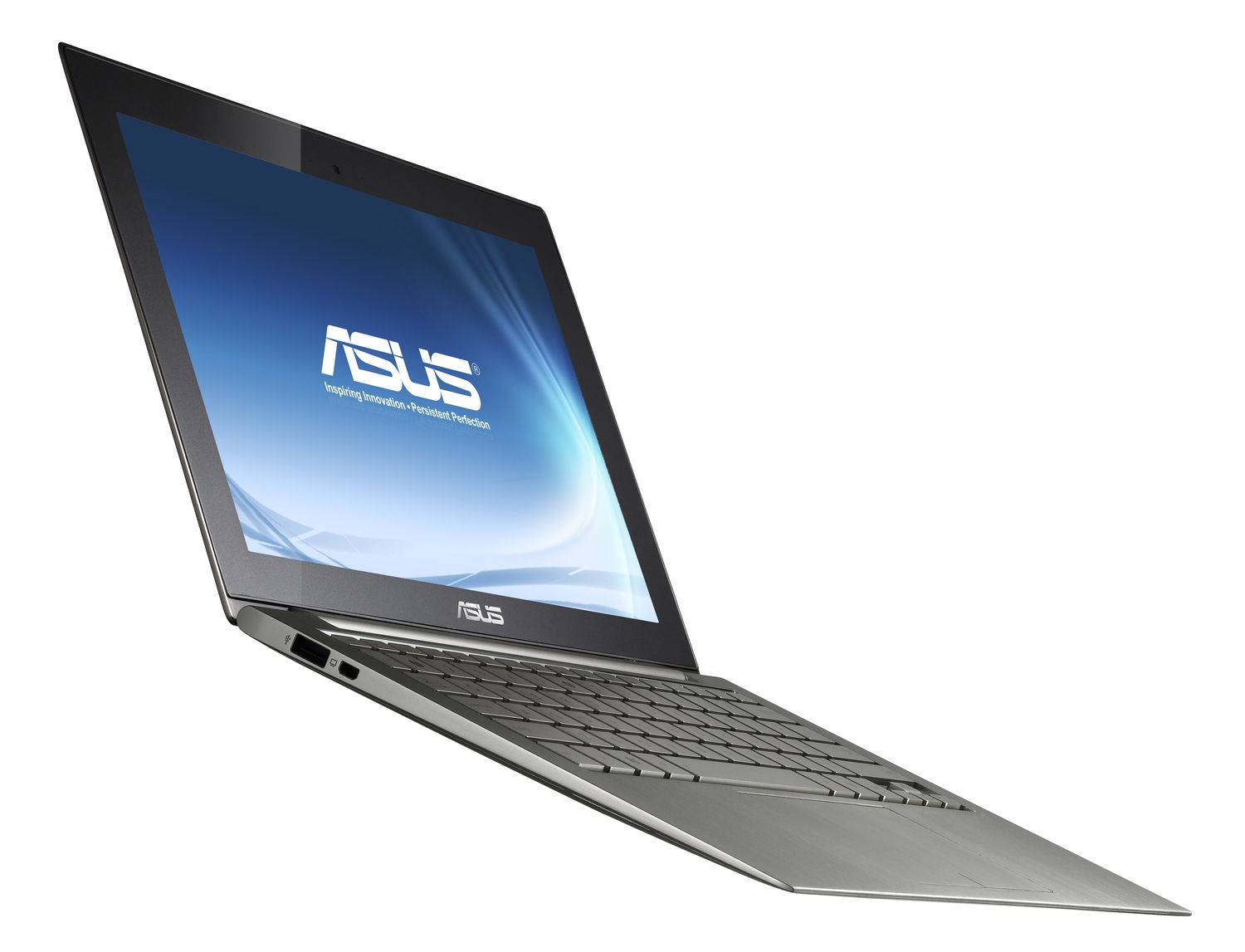
اولترابوک ایسوس x21
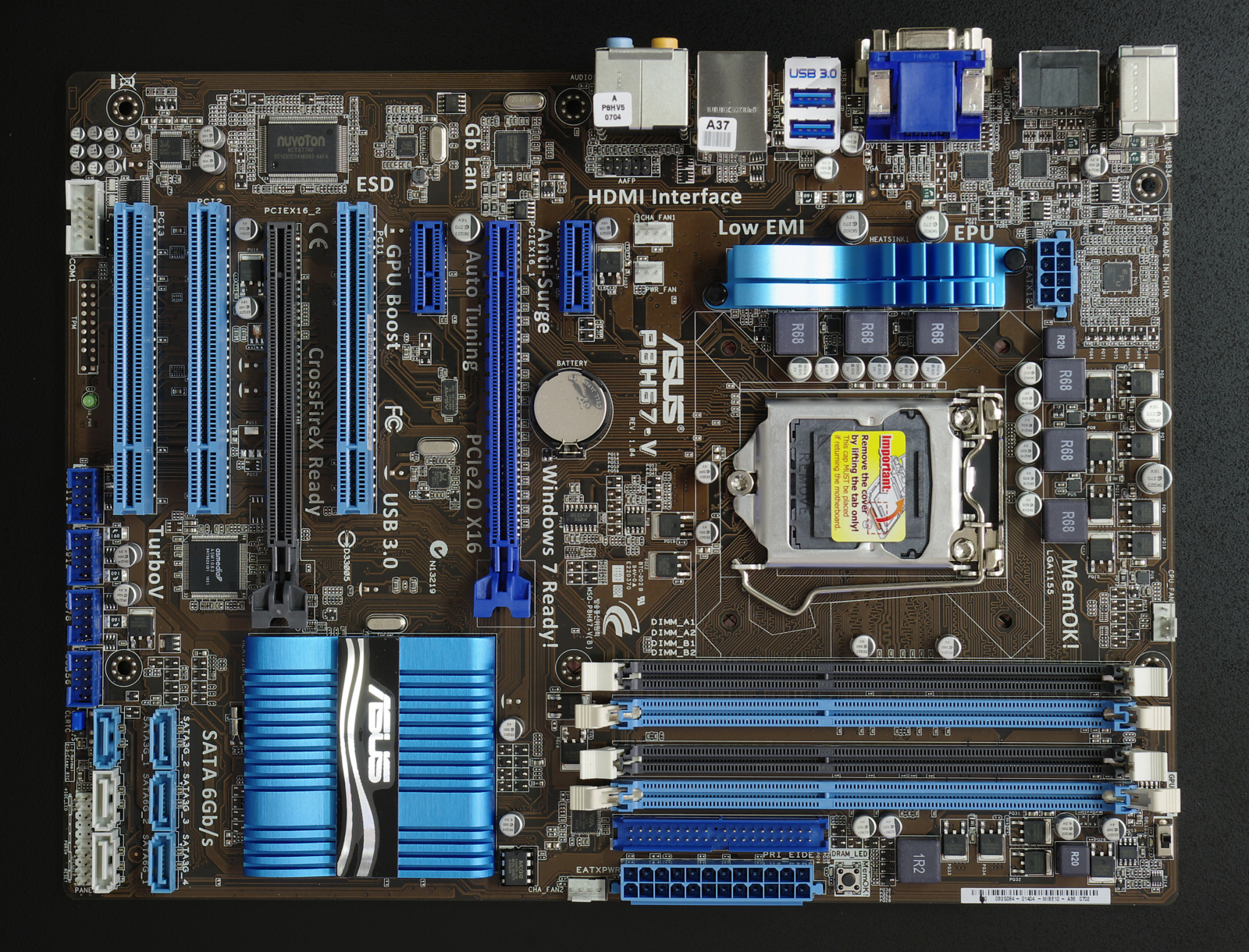
مادربرد ایسوس
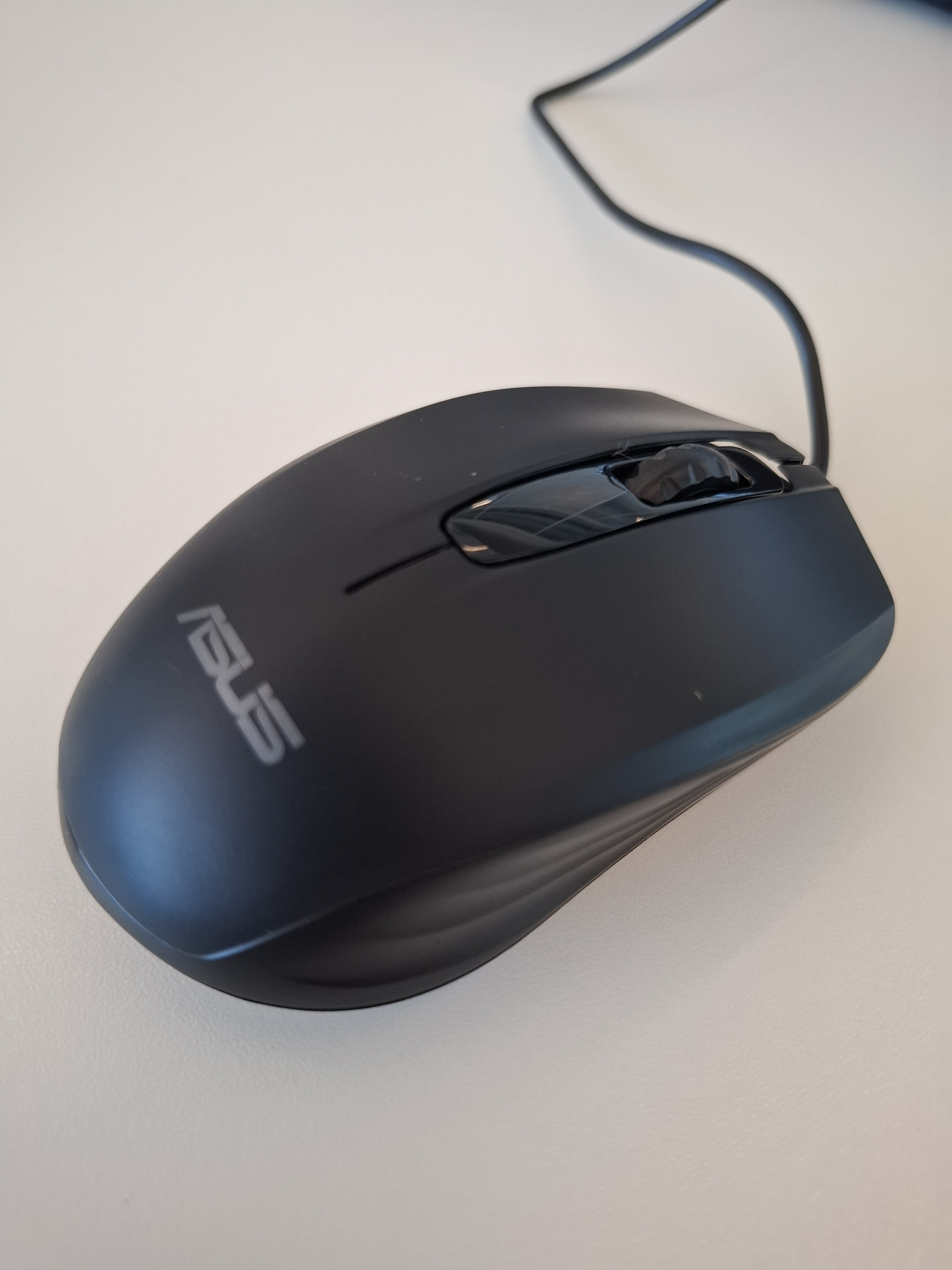
ماوس

### تبلت
دو نسل از نکسوس ۷ که برای گوگل ساخته شد و در ۲۷ ژوئن ۲۰۱۲ برای عرضه اعلام شد ایسوس همچنین با مایکروسافت در توسعه تبلت‌های قابل تبدیل ویندوز ۸ همکاری داشته است. در سال ۲۰۱۳، ایسوس یک رایانه تبلت مبتنی بر اندروید را معرفی کرد که وقتی به صفحه کلید متصل شود، تبدیل به یک دستگاه ویندوز ۸ می‌شود که آن را Transformer Book Trio نامید. صفحه کلید را می‌توان به یک مانیتور شخص ثالث متصل کرد و تجربه ای شبیه به دسکتاپ ایجاد کرد.